# Hieracium chloroleucum
Hieracium chloroleucum es una especie de planta con flor del género Hieracium, de la familia Asteraceae, orden Asterales.

## Distribución
Hieracium chloroleucum se distribuye por Noruega y Suecia.

## Taxonomía
Fue descrita científicamente por (Dahlst.) Dahlst. Fue publicada en Hierac. Exs. 1: n.° 93 (1889).